# St. Nikolaus (Neuses am Berg)

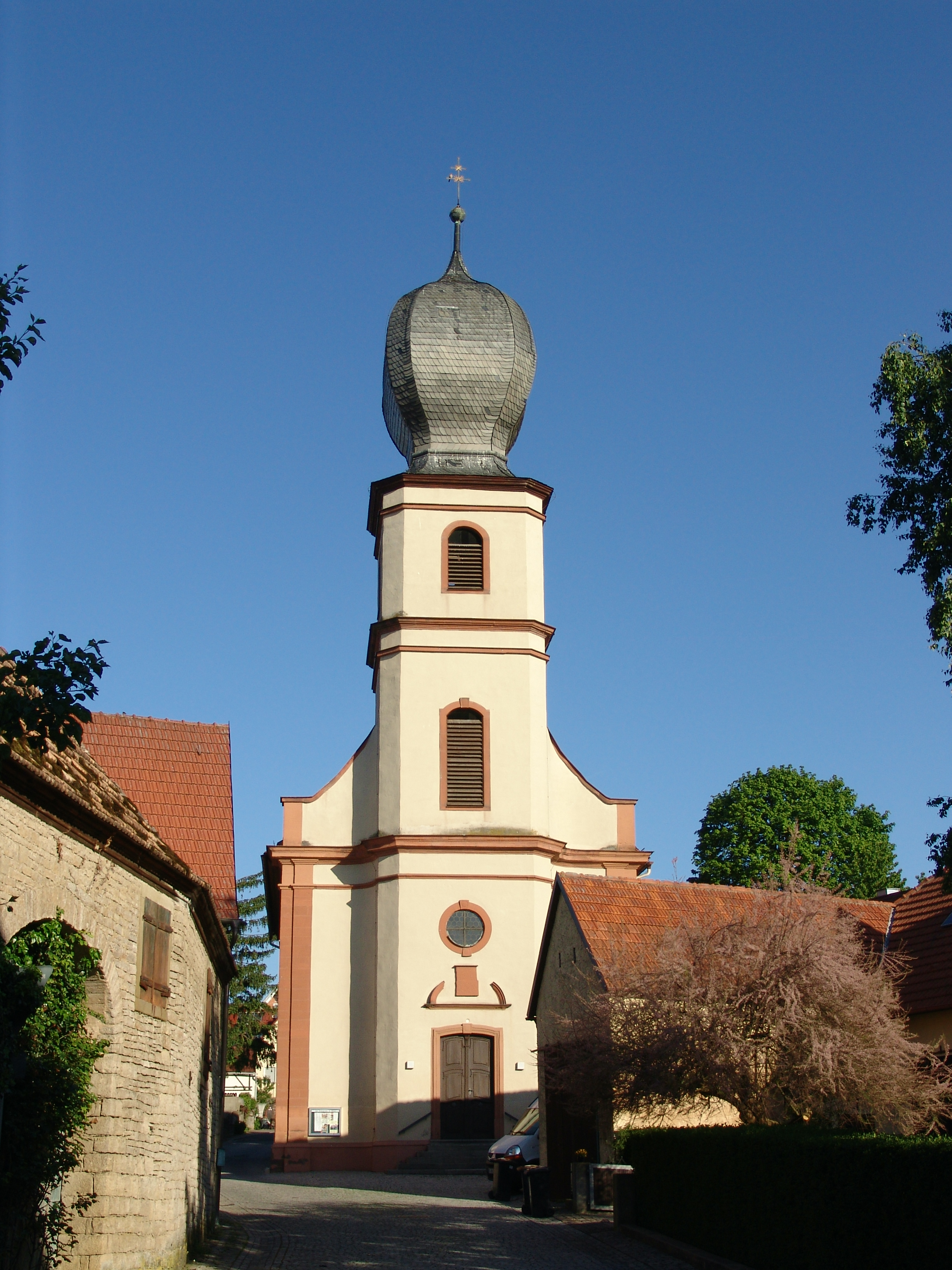
Die katholische Kirche in Neuses am Berg

Die St.-Nikolaus-Kirche ist die Filialkirche der katholischen Gemeinde im Dettelbacher Ortsteil Neuses am Berg. Sie steht in der Kreuzgasse inmitten des Ortes. Das Gotteshaus gehört zum Dekanat Kitzingen.

## Geschichte

### Konfessionelle Konflikte
Im Jahr 1417 gründeten Johann von Stein und das Würzburger Domkapitel im Ort die Vikarie St. Nicolai, die mit Pfarrer Schikbold aus Prosselsheim besetzt wurde. Eine Kirche bestand wohl bereits dort, wo sich heute die evangelische Kirche befindet. Sie gelangte in der Folgezeit in den Besitz des Klosters Unserer Lieben Frau zu Würzburg. 1512 erhielt der Würzburger Bischof Lorenz von Bibra durch Tausch die Rechte an der Kirche.
1528 kam die Kirche in den Besitz des Ansbacher Markgrafen Georg des Frommen von Ansbach. Inzwischen war sie zur Pfarrkirche aufgestiegen. Unter dem Einfluss der Markgrafen wurde im Jahr 1570 – mittlerweile war Georg Friedrich I. Herrscher – die Reformation im Ort angenommen. Mit dem Jahr 1589 wuchs der Einfluss des Markgrafen auf das Dorf weiter: Georg Friedrich erhielt die Kirche, das Pfarrhaus und die Schule als Lehen.
Das Kirchengebäude wurde durch beide Konfessionen simultan genutzt. Im Zuge der Gegenreformation unter Bischof Julius Echter von Mespelbrunn nahmen die Spannungen zwischen den Konfessionen immer mehr zu. Der Dreißigjährige Krieg beendete im Jahr 1628 die Reformation in Neuses am Berg. Pfarrer Georg Ludwig Codomann wurde vertrieben und der katholische Ritus wieder eingeführt.

### Filialkirche
Im Jahr 1650 ernannte die Nürnberger Reichsdeputation nach dem Religionskrieg Neuses am Berg zusammen mit zehn anderen Pfarreien der Umgebung zur „Gnadenpfarrei“. Die Doppelkonfessionalität in Neuses am Berg wurde damit festgeschrieben. Der Würzburger Bischof übernahm jedoch weiterhin die geistliche Jurisdiktion. Die evangelische Pfarrei wurde gleichzeitig mit der Andreaskirche in Schernau zusammengelegt, diese Verbindung hielt bis 1827.
Am 28. März 1784 kam ein Simultanvertrag zustande. Die katholischen Bewohner durften fortan das Gotteshaus mitbenutzen. Bald darauf begannen sie mit dem Bau einer eigenen Kirche. Den Auftrag erhielt der Würzburger Hofarchitekt Adam Valentin Fischer. Die heutige Kirche St. Nikolaus entstand zwischen 1784 und 1790. Sie wurde von Anton Daug, dem Pfarrer von Prosselsheim, benediziert.
Eine erste Renovierung fand im Jahr 1890 statt. Die im Jahr 1880 beabsichtigte Errichtung einer Lokalkaplanei wurde nie umgesetzt. Weitere Erneuerungen wurden außen im Jahr 1974 und innen in den Jahren 1977 und 1978 vorgenommen. Letztmals renoviert wurde die Kirche 1989. Das Kirchengebäude ist vom Bayerischen Landesamt für Denkmalpflege als Baudenkmal eingeordnet, untertägige Reste von Vorgängerbauten sind als Bodendenkmal geführt.

## Beschreibung
Die gewestete Kirche als Saalbau hat einen geschlossenen Westchor, das Langhaus drei Fensterachsen. An der Ostfassade befindet sich der dreigeschossige Turm, der mit einer schweren Zwiebelkuppel abschließt. Rundbogenfenster gliedern den Turm, dessen Geschosse durch Gesimse auch nach außen erkennbar sind. Oberhalb des Portals befindet sich ein gesprengter Giebel.

## Ausstattung

### Hochaltar

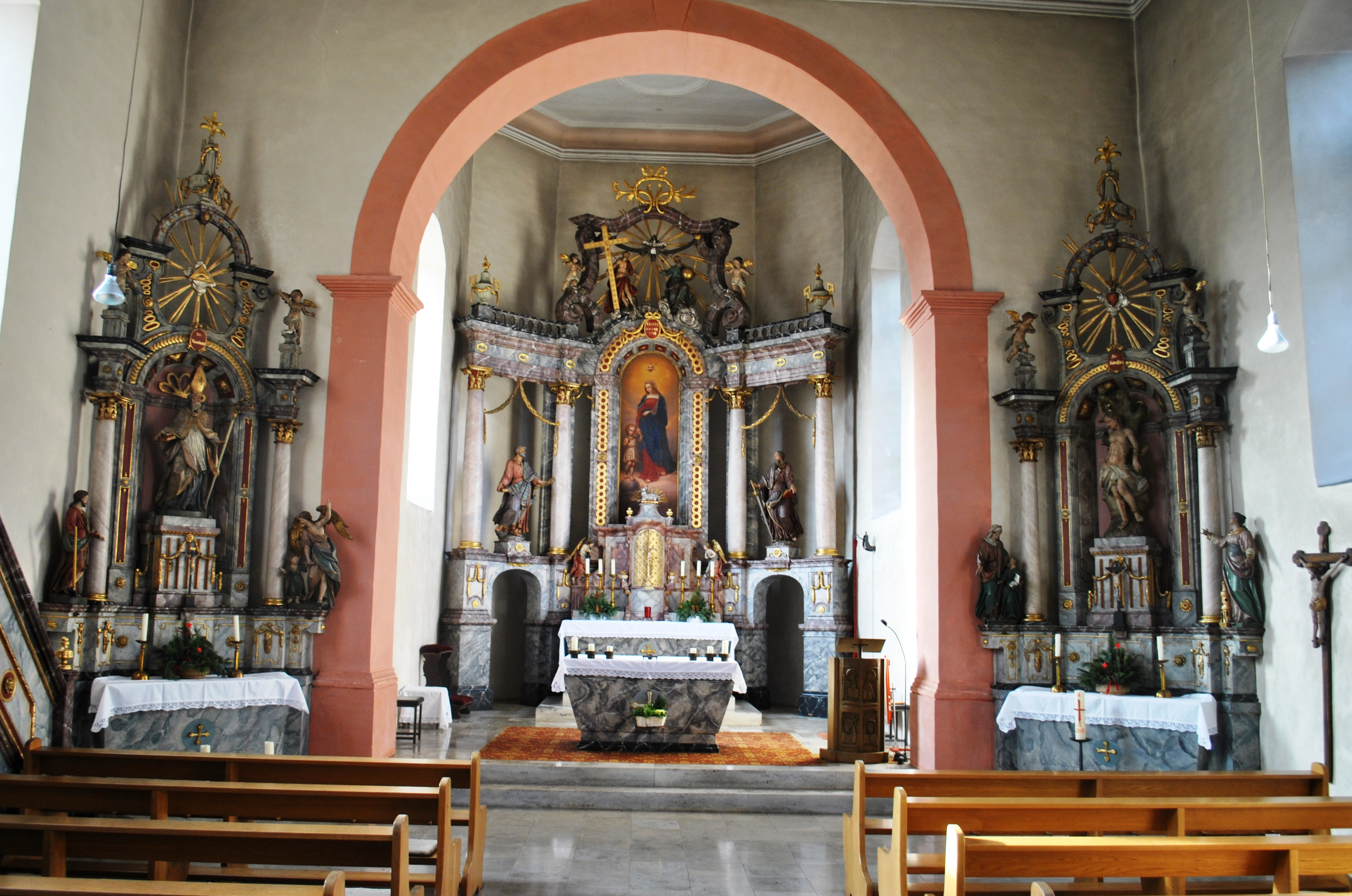
Der Innenraum der Nikolauskirche

Das Zentrum des Kircheninneren bildet der Hochaltar im Chor. Er entstand zur Zeit des Klassizismus, wurde in den Jahren 1793/1794 fertiggestellt und geht auf eine Stiftung des Franz Hufnagel aus Estenfeld zurück. Das von Andreas Geist aus Würzburg gemalte Altarblatt stammt aus dem Jahr 1848. Der Altar ist viersäulig aufgebaut mit seitlichen Durchgängen.
Auf dem Tabernakelaufbau im Zentrum des Altars befindet sich ein Lamm Gottes. Das Blatt stellt die Muttergottes auf der Weltkugel dar. Rechts und links wird es von den Figuren des heiligen Petrus links und des Apostels Paulus rechts eingerahmt. Ein ausladendes Gesims mit Vasen leitet zum Auszug über. Die Figurengruppe der heiligsten Dreifaltigkeit umgeben geschwungene Voluten.

### Seitenaltäre
Neben dem Hochaltar befinden sich zwei weitere Altäre links und rechts des Chorbogens, ebenfalls im Stile des Klassizismus. Beide Altäre wurden im Jahr 1794 vom Würzburger Weihbischof Andreas Fahrmann benediziert. Statt eines Altarblattes tragen sie Heiligenfiguren. Zwei weitere Figuren rahmen den Altar ein. Auch der Auszug ist plastisch gearbeitet.
Der Nikolausaltar auf der Südseite enthält eine Figur des heiligen Nikolaus von Myra. Die Figuren von Josef als Zimmermann und eines Schutzengels mit dem Jesuskind rahmen den Altar ein. Auf dem Auszug befindet sich das Auge der Vorsehung. Im Sebastiansaltar auf der nördlichen Seite ist der zentrale heilige Sebastian von einer Anna-selbdritt-Figur und der heiligen Barbara eingerahmt. Der Auszug trägt ein brennendes Herz.

### Geläut
Nach dem Bau wurde die Kirche bald mit Glocken ausgestattet. Die älteste erhaltene Glocke stammt aus dem Jahr 1790. Im Zweiten Weltkrieg mussten die beiden größeren der drei Glocken zum Einschmelzen abgegeben werden. Erst im Jahr 1954 war das Geläut der Kirche mit zwei vom Bochumer Verein gegossenen Stahlglocken wieder vollständig.
| Glocke | Name                | Schlagton | Durchmesser | 0Gewicht0 | Inschrift                                                                                          |
| ------ | ------------------- | --------- | ----------- | --------- | -------------------------------------------------------------------------------------------------- |
| 1      | Nikolausglocke      | gis′      | 1045 mm     | 430 kg    | In hon s. Nicolai, Ep. et Conf. (lat. Zu Ehren des heiligen Nikolaus, Bischof und Bekenner)        |
| 2      | Marienglocke        | h′        | 870 mm      | 250 kg    | In hon BMV, Patr Franconiae (lat. Zu Ehren der seligen Jungfrau Maria, Patronin des Frankenlandes) |
| 3      | Franziskusglöckchen | f″        | 525 mm      | 100 kg    | SANCTE FRANCISCE, ORA PRO NOBIS. AO 1790 (lat. Heiliger Franziskus, bitte für uns. Im Jahr 1790)   |

### Weitere Ausstattung
Der Volksaltar im Chor wurde im Jahr 1977 aufgestellt. Das  Ölgemälde Christus am Kreuzstammt aus dem 18. Jahrhundert. Ein Bildstockaufsatz aus Sandstein, ebenfalls aus dem 18. Jahrhundert, zeigt die 14 Nothelfer. Ältestes Teil der Ausstattung ist das Vortragekreuz aus dem 16. Jahrhundert. Ein Taufstein stammt aus dem 19. Jahrhundert.
Die Kanzel im Stil des Klassizismus kam wie die Altäre auch im 18. Jahrhundert in das Gotteshaus. Am runden Korpus sind die vier Evangelisten dargestellt. Eine Taube, Symbol des Heiligen Geistes, ist innen am Schalldeckel angebracht. Die Tafel mit den Zehn Geboten bekrönt die Kanzel. Die Kirche enthält 14 Kreuzwegstation aus dem 18. Jahrhundert. 
Eine kleine Orgel wurde 1792 von Johann Philipp Albert Seuffert gebaut.